# Huosianmaankallio
Huosianmaankallio este o arie protejată (arie specială de conservare — SAC, sit de importanță comunitară — SCI) din Finlanda întinsă pe o suprafață de 38 ha, integral pe uscat.

## Localizare
Centrul sitului Huosianmaankallio este situat la coordonatele 63°10′19″N 24°04′21″E / 63.1719°N 24.0725°E.

## Înființare
Situl Huosianmaankallio a fost declarat sit de importanță comunitară în august 1998 pentru a proteja 1 specie de plante. Situl a fost protejat și ca arie specială de conservare în aprilie 2015.

## Biodiversitate
Situată în ecoregiunea boreală, aria protejată conține 4 habitate naturale: Mlaștini alcaline, Taiga vestică, Păduri fino-scandinave bogate în ierburi cu Picea abies, Mlaștini împădurite.
La baza desemnării sitului se află o specie protejată de  plante: Hamatocaulis vernicosus.
Pe lângă speciile protejate, pe teritoriul sitului au mai fost identificate 26 de specii de plante.